# كريس ريان
كولين أرمسترونغ (بالإنجليزية: Colin Armstrong)‏ (من مواليد 1961) المعروف عادة بالاسم المستعار كريس ريان (بالإنجليزية: Chris Ryan)‏ مؤلف ومقدم تلفزيوني ومستشار أمني ورقيب سابق في القوة الجوية الخاصة. اشتهر ريان لكونه العضو الوحيد في مهمة القوات الخاصة السيئة برافو اثنين صفر الذي بقي على قيد الحياة واستطاع الهرب من القبض عليه خلال حرب الخليج الثانية.
بعد نشر زميله عضو الدورية أندي ماكناب برافو اثنين صفر في عام 1993 نشر ريان روايته الخاصة عن تجاربه بعنوان الشخص الذي هرب بعيدا في عام 1995. تعرضت كلتا الروايتان للانتقادات الشديدة من قبل عضو القوات الخاصة السابق والمستكشف مايكل آشر الذي استرجع خطى الدوريات وادعى أنه قد قام بتفكيك كلا الروايتين إلى حد كبير وكذلك رقيب فوج القوات الخاصة الكبير بيتر راتكليف والأعضاء الباقين على قيد الحياة من برافو اثنين صفر في روايتهما المنشورة على شكل إصدارات خيالية إلى حد كبير من الأحداث.
منذ تقاعده من الجيش البريطاني نشر ريان العديد من الكتب الخيالية وغير الخيالية بما في ذلك الانتقام والذي تم تحويل الرواية إلى مسلسل تلفزيوني لصالح قناة سكاي 1 وشارك في تأليف مسلسل الأكشن القوة القصوى الذي عرض على التلفزيون المستقل. كما عرض أو ظهر في العديد من الأفلام الوثائقية التلفزيونية المتصلة بالجيش أو إنفاذ القانون.

## النشأة والتعليم والخدمة العسكرية
ولد ريان في رولاندز جيل في مقاطعة درم. بعد أن التحق بمدرسة هوكرغيت التحق بالجيش البريطاني كجندي صبي في سن 16. كان ابن عم ريان عضوا في الفوج الاحتياطي للقوة الجوية الخاصة 23 ودعا ريان إلى الخروج و«انظر ما يشبه أن يكون في الجيش». قام ريان بهذا تقريبا كل عطلة نهاية الأسبوع ومر تقريبا بالاختيار عدة مرات لكنه كان صغيرا جدا للمواصلة والقيام ب«أسبوع الاختبار». عندما كان كبيرا بما فيه الكفاية اجتاز الاختيار إلى القوة الجوية الخاصة 23. بعد فترة وجيزة بدأ اختيار لفوج القوة الجوية الخاصة 22 العادي وانضم إلى سرب ب كطبيب. في حاجة إلى فوج أم ريان وجندي آخر الذي انضم إلى القوة الجوية الخاصة 22 من البحرية الملكية البريطانية قضى ثمانية أسابيع مع فوج المظليين قبل أن يعود إلى سرب ب. قضى السنوات السبع المقبلة في القيام على حد سواء بعمليات سرية وعلنية مع القوة الجوية الخاصة في جميع أنحاء العالم.
كتب الصحفي جون بيلجر في أكتوبر 2009: «بشكل لا يصدق واصلت حكومة ثاتشر دعم نظام بول بوت المنقطع في الأمم المتحدة بل أرسلت القوة الجوية الخاصة لتدريب قواته المنفية في مخيمات في تايلاند وماليزيا». في مارس 2009 اعترف ريان بأن «عندما اكتشف جون بيلجر المراسل الأجنبي كنا نقوم بتدريب الخمير الحمر [نحن] أعدنا إلى الوطن وكان علي أن أعيد 10,000 جنيه استرليني كنا قد أعطيت لنا مقابل الغذاء والسكن».

## برافو اثنين صفر
كان ريان عضوا في فريق دورية برافو اثنين صفر الذي يتكون من ثمانية أفراد من القوة الجوية الخاصة في العراق خلال حرب الخليج الثانية. أرسلت الدورية «لجمع المعلومات الاستخبارية... العثور على لوب جيد (وضع الاستلقاء) وإنشاء موقع للمراقبة» على طريق الإمداد الرئيسي بين بغداد وشمال غرب العراق وفي نهاية المطاف استبعاد ناقلات صواريخ سكود. لكنهم تعرضوا للخطر وأجبروا على التوجه نحو سوريا سيرا على الأقدام.
دخل ريان تاريخ القوة الجوية الخاصة ب«أطول هروب من قبل جنود القوة الجوية الخاصة أو أي جندي آخر» بمسافة 100 ميل (160 كيلومتر) أكثر من جندي القوة الجوية الخاصة جاك سيليتو الذي عبر الصحراء الكبرى في عام 1942. أكمل ريان 300 كيلومتر (190 ميل) من نقطة المراقبة على طريق العرض الرئيسي بين بغداد وشمال غرب العراق إلى الحدود السورية.
خلال هروبه أصيب رايان بجراح من مياه الشرب الملوثة بالنفايات النووية. إلى جانب معاناته من ضمور عضلي شديد فقد فقد 36 رطلا (16 كيلوغرام) ولم يعود للواجبات التشغيلية. بدلا من ذلك قام باختيار وتدريب المجندين المحتملين قبل أن يسرح بشرف من منظمة القوة الجوية الخاصة في عام 1994.
في 29 يونيو 1991 حصل ريان على الميدالية العسكرية «تقديرا للخدمات المرموقة والمتميزة في الخليج في عام 1991» على الرغم من أن الجائزة لم تنشر حتى 15 ديسمبر 1998 جنبا إلى جنب مع إعلان متأخر عن الميدالية المتميزة لسلوك أندي ماكناب.

## زائير
كما كان ريان عضوا في فريق القوة الجوية الخاصة الذي أرسل لحماية السفارة البريطانية في كينشاسا بزائير. يتعين على الفريق التأكد من إخلاء جميع الدبلوماسيين البريطانيين بأمان من البلاد قبل حرب الكونغو الأولى. كان الهدف من العملية أن تستمر ثلاثة أيام فقط ولكن في نهاية المطاف استغرقت العملية شهر واحد.

## ما بعد الخدمة العسكرية
منذ ترك القوة الجوية الخاصة كتب ريان عدة كتب. رواية الشخص الذي هرب تتمحور حول مهمة برافو اثنين صفر كما هو الحال بالنسبة للرواية الأكثر مبيعا مثل الانتقام (2007) التي تم تحويلها إلى مسلسل تلفزيوني وتبادل لإطلاق النار (سبتمبر 2008). كما كتب كتبا خيالية للقراء المراهقين بما في ذلك سلسلة قوة ألفا والشفرة الحمراء وكتب رواية رومانسية ابنة الصياد تحت الاسم المستعار مولي جاكسون.
بالإضافة إلى كتاباته ساهم ريان في العديد من المسلسلات التلفزيونية وألعاب الفيديو. في عام 2002 شارك ريان في إنشاء وظهور مسلسل الأكشن القوة القصوى ولعب دور قائد القوات الزرقاء الرقيب جوني بيل في الجزء الأول فضلا عن العمل كمستشار عسكري للعبة فيديو إيجي-2: كومة سترايك مما يساعد على جعل اللعبة أكثر دقة للعمليات العسكرية في واقع الحياة والتكتيكات والأسلحة والمعدات.
كان ريان نجم كاذب في برنامج اصطياد كريس ريان الذي عرض على قناة بي بي سي وان في عام 2003 والذي بث في وقت لاحق على القناة العسكرية باسم «مطاردة القوات الخاصة». في عام 2004 أنتج ريان عدة برامج بعنوان تنبيه الإرهاب: هل يمكنك البقاء على قيد الحياة وفي كل برنامج يتبين كيفية البقاء على قيد الحياة في الكوارث بما في ذلك الفيضانات والهجوم الإرهابي النووي وانقطاع التيار الكهربائي الشامل وخطف الطائرات. في عام 2005 قدم ريان عرضا على قناة سكاي واحد باسم كيف لا تموت بالتفصيل عن كيفية البقاء على قيد الحياة في مختلف الحالات التي تهدد الحياة بما في ذلك السطو العنيف والتعثر والهجمات العنيفة. في عام 2007 قام ريان بتدريب وإدارة فريق مكون من ستة أفراد لتمثيل فريق جي بي في سور للرجال في بامبلونا في إسبانيا أثناء ركض الثيران كما ظهر في حلقة من سلسلة ديرين براون بعنوان التحكم في العقل مع ديرين براون. قدم ريان المسلسل التلفزيوني شرطة النخبة العالمية الذي بث أيضا على أنه مسلح وخطير والذي بث في برافو في عام 2008. في المعرض قضى ريان الوقت مع مختلف وكالات إنفاذ القانون في جميع أنحاء العالم مما يعطيه نظرة ثاقبة للحرب على الإرهاب والمخدرات ولكن من منظور إنفاذ القانون.

## الحياة الشخصية
ريان متزوج وله ابنة. بعد استهلاكه من الماء المشع خلال رحلته في برافو اثنين صفر تم تحذير رايان بشأن احتمال عدم إنجابه في المستقبل. تسببت تجاربه في العراق في معاناة ريان من اضطراب الكرب التالي للصدمة النفسية. ريان مشجع لنادي سندرلاند.

## الكتب
كتب ريان الكتب التالية:

### غير الخيال العلمي
- الشخص الذي هرب (1995)
- كتاب كريس ريان عن اللياقة البدنية للقوة الجوية الخاصة (1999)
- كريس ريان في نهاية المطاف دليل البقاء على قيد الحياة (2003)
- كريس ريان يكافح للفوز (2009)

### الخيال العلمي
جيوردي شارب (شخصية)
- تأهب، تأهب (1996)
- صفر الخيار (1997)
- جهاز الكرملين (1998)
- سقوط الرجل العاشر (1999)

مات براوننج (شخصية)
- الجشع (2003)
- الزيادة (2004)

كريس ريان المتطرف
- هدف صعب
- ضربة الليل
- الأكثر طلبا
- القتل الصامت

الانتقام
- الانتقام (2007)
- قائمة الموت (2016)

الرمز الأحمر
- أضواء الإشارة (2006)
- حريق هائل (2007)
- اندلاع (2007)
- دوامة (2008)
- إعصار (2008)
- ساحة المعركة (2009)

قوة ألفا
- قوة ألفا 1: البقاء على قيد الحياة (2002)
- ألفا فورس 2: صائد الجواسيس (2002)
- قوة ألفا 3: السعي الصحراوي (2003)
- قوة ألفا 4: رهينة (2003)
- قوة ألفا 5: المركز الأحمر (2004)
- ألفا فورس 6: الاصطياد (2004)
- قوة ألفا 7: أموال الدم (2005)
- ألفا فورس 8: خط الخطأ (2005)
- قوة ألفا 9: الذهب الأسود (2005)
- ألفا فورس 10: غير قابل للمس (2005)

قراءات سريعة
- دورة جيدة واحدة (2008)

الوكيل 21
- الوكيل 21 (2011)
- الوكيل 21: معاد تحميله (2012)
- الوكيل 21: كاسر الرمز (2013)
- سقوط الميت (2014)
- متخفي (2015)
- نهاية اللعبة (2016)

سلسلة داني الأسود
- سادة الحرب (2013)
- الصياد القاتل (2014)
- نار الجحيم (2015)
- الجندي السيء (2016)

آخر
- قائمة الضرب (2000)
- المراقب (2001)
- أرض النار (2002)
- فقدان وعي (2005)
- السلاح النهائي (2006)
- تبادل لإطلاق النار (2008)
- ابنة الصياد (2009) (باسم مولي جاكسون)
- من يجرأ على الانتصار (2009)
- منطقة القتل (2010)
- وسام الشرف (2011)
- القتل من أجل المجموعة (2011)
- أسامة (2012)

## فيلموغرافيا
- القوة القصوى (2002) - رئيس الرقباء جوني بيل
- اصطياد كريس ريان (2003)
- شرطة النخبة العالمية (2008)
- انتقام كريس ريان (2010)

## روابط خارجية
- كريس ريان على موقع IMDb (الإنجليزية)
- كريس ريان على موقع قاعدة بيانات الفيلم (الإنجليزية)